# Blue Lagoon Park
Blue Lagoon Park är en park i kommunen Milton Keynes i Storbritannien. Den ligger i grevskapet Buckinghamshire och riksdelen England, i den södra delen av landet, 70 km nordväst om huvudstaden London. Blue Lagoon Park ligger 78 meter över havet. Den ligger vid sjöarna  Newfoundout och Blue Lagoon.
Terrängen runt Blue Lagoon Park är huvudsakligen platt. Blue Lagoon Park ligger nere i en dal. Runt Blue Lagoon Park är det tätbefolkat, med 530 invånare per kvadratkilometer. Närmaste större samhälle är Milton Keynes, 6,4 km norr om Blue Lagoon Park. Omgivningarna runt Blue Lagoon Park är en mosaik av jordbruksmark och naturlig växtlighet.